# Uniwersytet Hokkaido
Uniwersytet Hokkaido (jap. 北海道大学 Hokkaidō Daigaku; skr. Hokudai (北大); ang. Hokkaido University) – japońska uczelnia państwowa w Sapporo (Hokkaido). W zakres jej dydaktycznej i badawczej działalności wchodzą zagadnienia z wielu obszarów wiedzy, np. rolnictwa i rybołówstwa, medycyny, prawa, pedagogiki, nowoczesnych technik inżynierii i innych. W światowym rankingu uniwersytetów w roku 2010, Uniwersytet Hokkaido zajął 175. miejsce. W ramach badań naukowych Uniwersytet współpracuje z wieloma uczelniami na całym świecie (w tym – w Polsce). Jest macierzystą uczelnią laureata Nagrody Nobla w dziedzinie chemii, profesora Akiry Suzuki (zobacz: reakcja Suzuki).

## Rys historyczny

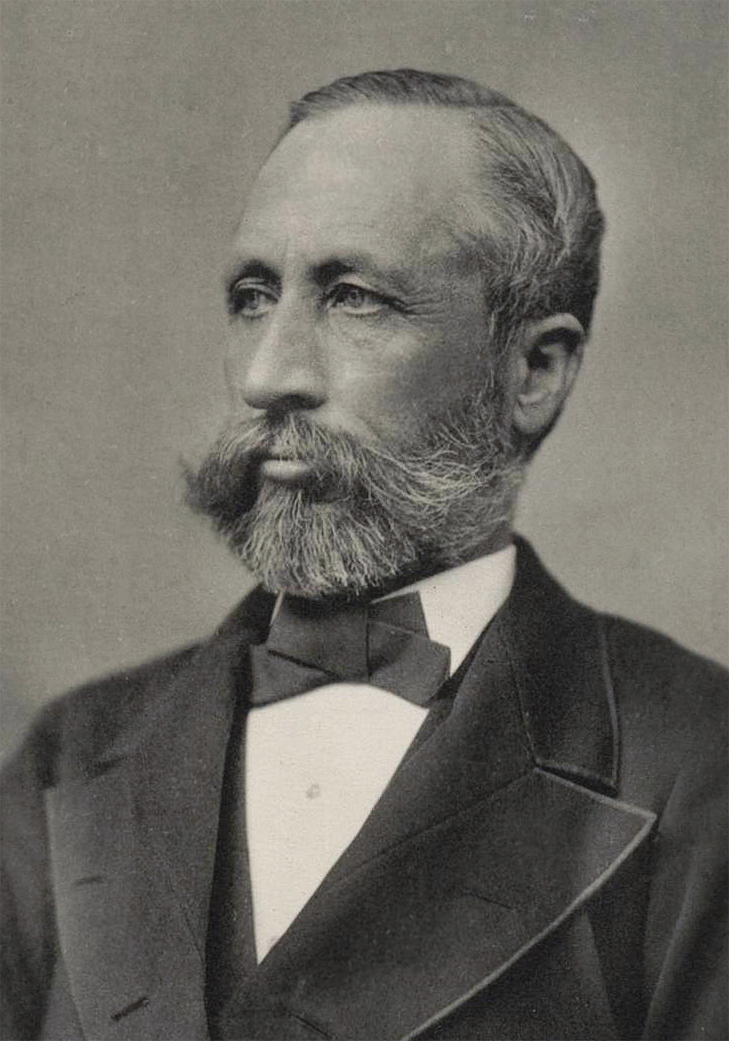
William S. Clark

W roku 1876 została utworzona szkoła Sapporo Agricultural College (SAP, 1876–1907). Jednym z jej głównych organizatorów był William S. Clark z Massachusetts Agricultural College, przekształconego później w University of Massachusetts Amherst (UMass), który został zaproszony przez rząd Japonii. Clark przeniósł do Japonii amerykańskie doświadczenia w kształceniu rolniczym i organizacji szkolnictwa.
Dewizą Szkoły jest zdanie, pochodzące z pożegnalnego przemówienia W.S. Clarka: Boys, Be Ambitious; Shōnen yo, taishi wo idake (jap. 少年よ、大志を抱け); Chłopcy, bądźcie ambitni! Po powrocie Clarka do Massachusetts więź między SAP i UMass nie zerwała się.
W latach 1907–1918 uczelnia była częścią Tohoku Imperial University in Sendai, a w latach 1918–1947 – częścią Hokkaido Imperial University. W roku 1947 została nazwana Uniwersytetem Hokkaido, a od reformy uczelni państwowych w 2004 roku działa jako National University Corporation Hokkaido University.

## Kierunki studiów licencjackich i magisterskich
Uczelnia prowadzi 17 kierunków kształcenia na poziomie magisterskim i licencjackim. Obejmują one różne dziedziny wiedzy, np. rolnictwa i rybołówstwa (w Hakodate, położonym w południowej części Hokkaido), ochrony zdrowia i farmacji, ochrony środowiska, prawa, pedagogiki, nowoczesnych technik inżynierii, zarządzania i innych. Uniwersytet kształci wielu studentów zagranicznych, stowarzyszonych w Hokkaido University International Students Association (HUISA).

## Instytuty badawcze
Badania naukowe są prowadzone w instytutach specjalizujących się w problematyce: niskich temperatur, elektroniki, medycyny genetycznej, katalizy, analizy instrumentalnej, nauk o izotopach, badań mózgu, chorób odzwierzęcych, nanoinżynierii i bioinżynierii środowiska, ochrony środowiska, w badaniach eksperymentalnych w naukach społecznych, oraz zagadnieniach prawa i administracji.
Utworzony w roku 1998 Instytut Sejsmologii i Wulkanologii uczestniczy w pracach The Coordinating Committee for Earthquake Prediction (CCEP). Współpracuje z wieloma instytutami zagranicznymi, w tym z geofizykami polskimi.
W Uniwersytecie działa również Centrum Badań Słowiańskich, organizujące specjalistyczne konferencje naukowe i wydające czasopismo „Annual Newsletter of the Slavic Research Center”.

## Znani wychowankowie
Na tej uczelni studiowali m.in. również:
- Kanzō Uchimura, pisarz i chrześcijański kaznodzieja, założyciel Ruchu Mukyōkai (Chrześcijaństwo bez Kościoła)
- Akira Ifukube, kompozytor
- Inazō Nitobe, autor Bushido: the Soul of Japan
- Takeo Arishima, powieściopisarz
- Ryūzō Yanagimachi, pionier klonowania
- Akira Suzuki, chemik, Nagroda Nobla z chemii (2010)
- Mamoru Mōri, astronauta
- Hiroshi Ishii, informatyk

## Galeria

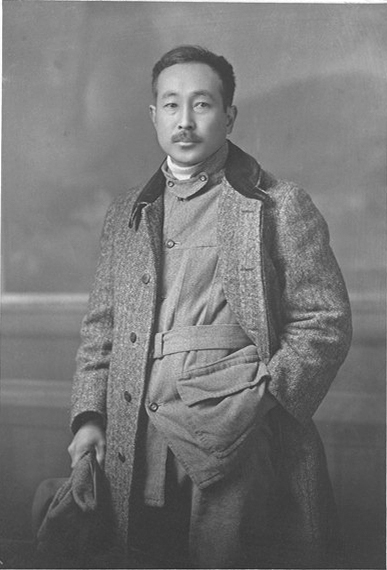
Takeo Arishima
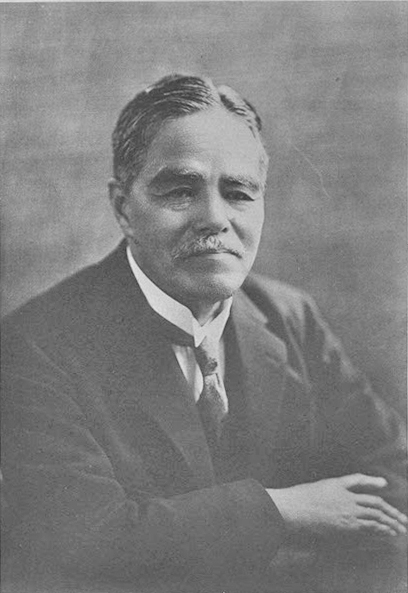
Kanzō Uchimura
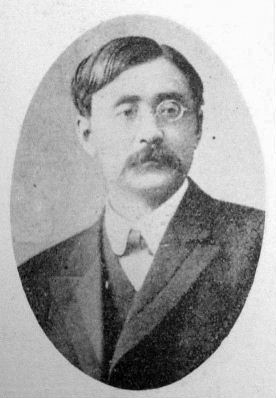
Inazō Nitobe
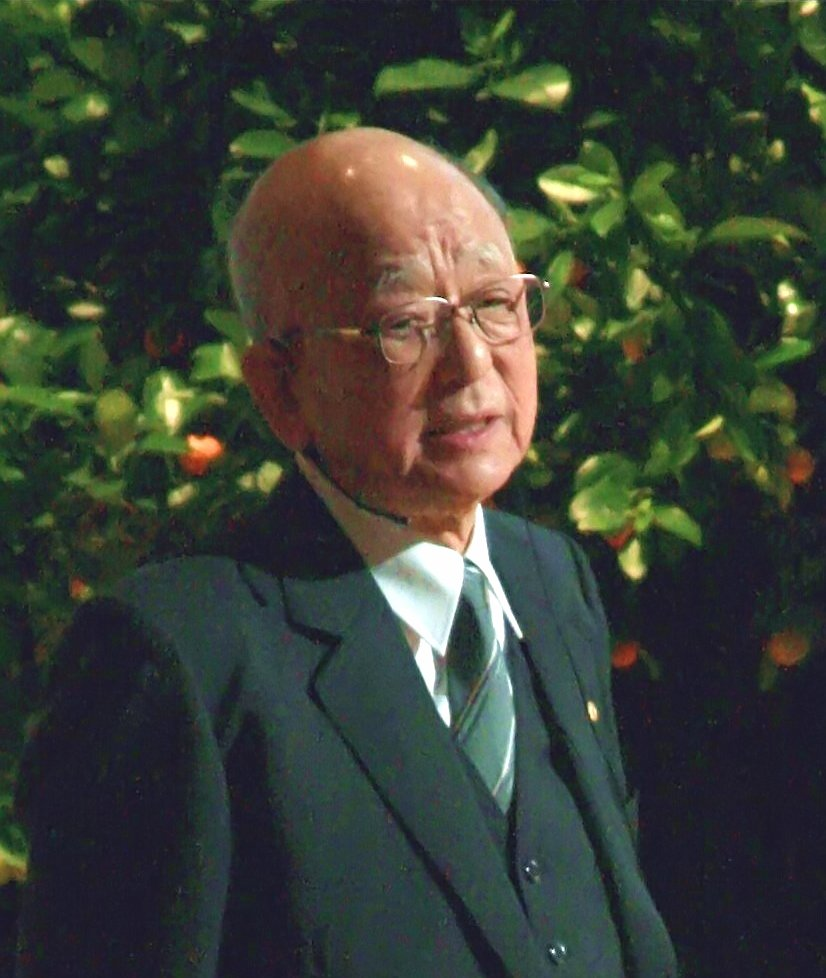
Akira Suzuki
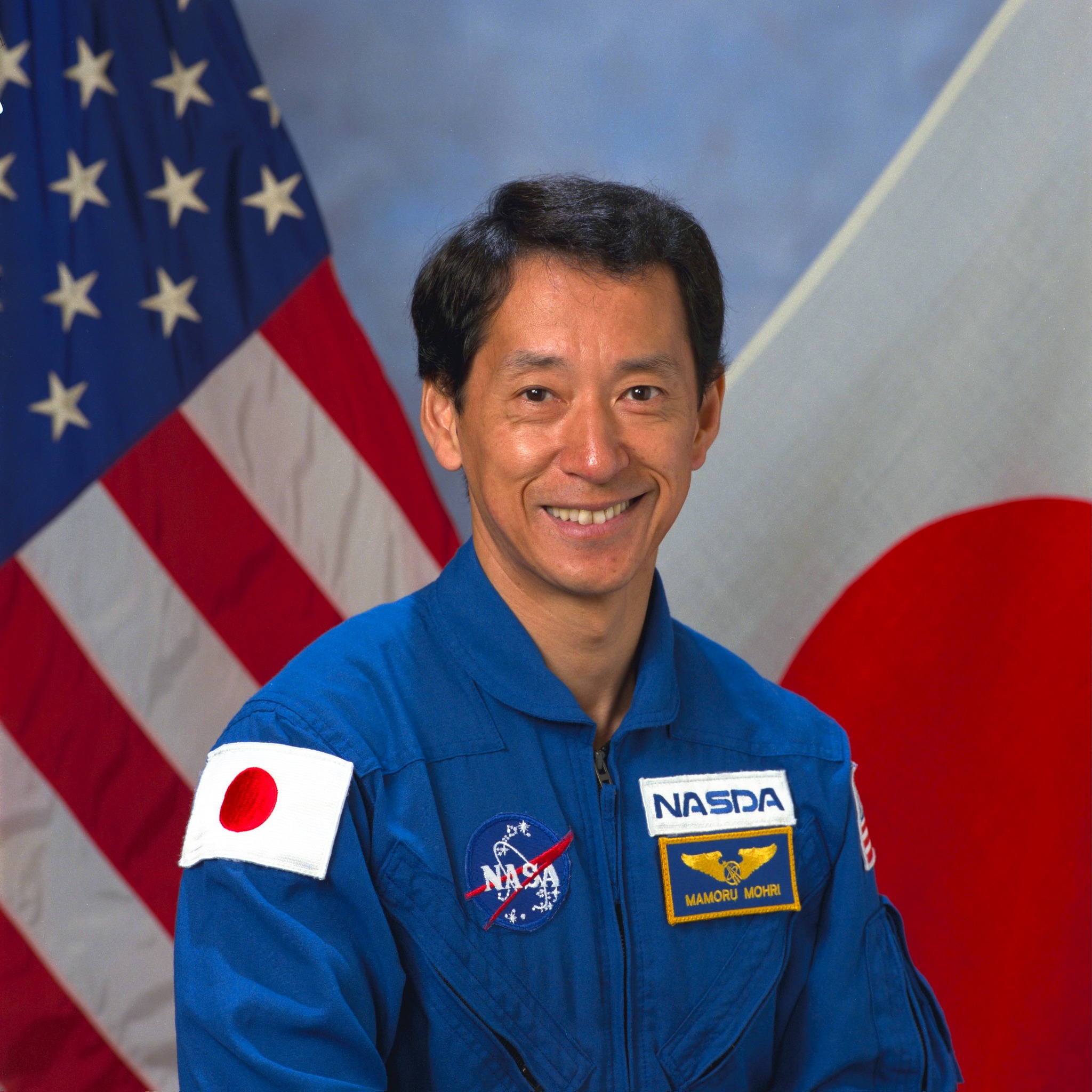
Mamoru Mōri
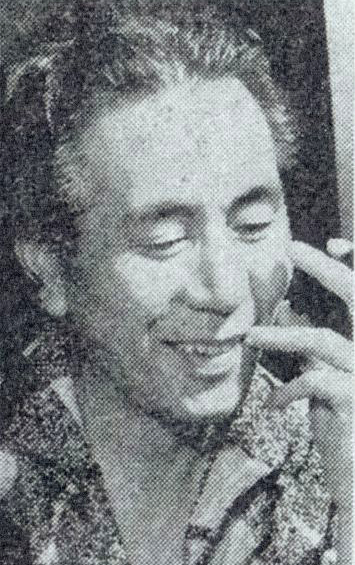
Akira Ifukube